# Тако Кръстев
Тако Иванов Кръстев е български военен офицер (генерал-лейтенант) и учен (ректор, доцент).

## Биография
Роден е в с. Долна Мелна, Трънско през 1920 г. Родителите му се преместват в София през 1927 г. В гимназията влиза в РМС. Заради комунистическата си дейност си попада в затвора.
Освободен е на 9 септември 1944 г. и заминава като доброволец на фронта със звание фелдфебел. След войната завършва право. Преподава на курсантите от военното училище в София като капитан. Завършва Военната академия „Фрунзе“ в Москва. Впоследствие учи в Академията на Генералния щаб на СССР. Бил е началник на Оперативното управление. Към 1959 г. е началник-щаб на първи стрелкови корпус. През 1970 г. по случай 50-та му годишнина е награден с орден „Народна република България“ – II ст. В периода 1972 – 1977 е началник на Военната академия в София. Известно време е заместник-началник на Генералния щаб на Българската народна армия и секретар на Държавния комитет по отбрана. Излиза в запас през 1991 г.
Бил е председател на ПФК ЦСКА (София). От 2000 до 2010 г. е председател на Съюза на ветераните от войните на България.
Награден е с почетен знак на Министерството на отбраната „Св. Георги“ – І степен през 2010 г. Умира на 29 юни 2012 г. в София.